# Rhododendron viscidum
Rhododendron viscidum är en ljungväxtart som beskrevs av C.Z. Guo och Z.H. Liu. Rhododendron viscidum ingår i släktet rododendron, och familjen ljungväxter. Inga underarter finns listade i Catalogue of Life.